# ذرت (حومة لنجة)
ذرت (بالفارسية: زیارت) هي قرية تقع في إيران في منطقة مركزية ريفية. يقدر عدد سكانها بـ 174 نسمة .